# Uschi Freitag
Uschi Freitag (Maastricht, 19 de agosto de 1989) é uma saltadora neerlandesa-alemã, especialista no trampolim.

## Carreira

### Rio 2016
Uschi Freitag representou seu país nos Jogos Olímpicos de Verão de 2016, na qual ficou em 14º lugar no trampolim individual. 